# ハッピー (ファレル・ウィリアムスの曲)
「ハッピー」（英語: Happy）は、ファレル・ウィリアムスの楽曲である。本作は彼が関わったアニメーション映画『怪盗グルーのミニオン危機一発』のサウンドトラックアルバム『オリジナル・サウンドトラック 怪盗グルーのミニオン危機一発』からシングルカットされた。また、この曲はファレルの2作目のスタジオアルバムである『ガール』にも収録され、同アルバムからのリードシングルでもある。この曲は2013年11月21日にミュージック・ビデオと合わせてリリースされた。その後、ソニーミュージック傘下のコロンビアレコードからのライセンスでBack Lot Musicから2013年12月16日に改めてリリースされている。

## 楽曲の背景
この楽曲の制作以前、ファレルはフランスのデュオ、ダフト・パンクの2013年のアルバム『Random Access Memories』に収録された『Lose Yourself to Dance』 と『Get Lucky』のヴォーカルを提供するためにフランス、パリに居た。
そしてパリでのレコーディングセッションから戻ったのち、レコードレーベルの経営者とのミーティングにおいて、『Get Lucky』がダフト・パンクの次なるシングルとして発表されることを予見した経営者陣が、ファレルに自分のアルバムを作ることを提案。ファレル自身も「自身の心の内に何があるかを知りたいと欲するリスナーの心に押されて」、即座に了承した。
そして2013年9月17日に、ファレルがコロンビアレコードとの契約に署名し、そして2014年に新たにアルバムを発表することが告知された。
同年の12月には、コロンビアレコードの社長であるロブ・ストリンガーが、上記の契約による、ファレル自身の将来の世界的な活躍、また同曲がその始まりとなることを期待するコメントを発表した。
なお、ファレルはもともとこの曲をシーロー・グリーンのために作曲しており、彼自身はシーローが歌った方がより良いものになると考えていた。しかし、シーローのレコードレーベルであるエレクトラ・レコードは、シーロー自身のアルバム（『Cee Lo's Magic Moment』）の制作のために、そのオファーを断った。

## 制作
この楽曲は、ファレルによる作曲・プロデュースに加え、レア・ダメット、トレイボン・ヘンダー、アシュリー・L・リー、シャミカ・ハイタワー、ジャスミン・マレー、そしてテレンス・ロレらがバッキング・ボーカルとして参加している。
デジタルでの編集と調整をアンドリュー・コールとマイク・ラーソンが、レコーディング・アシスタントをマシュー・デスラモーが、それぞれフロリダ州マイアミのCircle Houseスタジオで担当した。その後、ミックスをレスリー・ブラスウェイトがジョージア州 アトランタのMusic Box スタジオで担当。
この楽曲の演奏は、3分53秒の普通拍子（4/4 拍子）で、テンポはBPM160。
この楽曲は、ネオ・ソウル、あるいは、ファンクのジャンルに属するものとされ、楽曲におけるキーはFマイナー(ヘ短調)である。
ファレルの歌唱はファルセットによる高音で、そのスパンはF4 から C6までである。
この楽曲中のファレルの歌唱は、カーティス・メイフィールドのそれと比較されている。

## ヒットチャートでの動き
「ハッピー」がリリースされた2013年の10月前半に、まずオランダのDutch Top 40で1位を獲得した。これは同国のラジオ局である3FMでのエアプレイとそれによるデジタルダウンロードの増加、およびトランサヴィア航空の広告に同曲が採用されたことによるものと考えられている。結果として「ハッピー」は、Dutch Top 40のトップ15に2014年の4月10日までの、35週にわたって残り、同チャートの歴史の中で最も成功したシングルとなった。
アメリカにおいては、2014年3月8日付のBillboard Hot 100にて1位を獲得。ファレルにとって4曲目の同チャート1位楽曲となった。同チャートにおいてはその次の週も1位の座を維持し、最終的に、同年の5月17日付での週間ランキングでジョン・レジェンドの『All of Me』に首位を奪われるまでの、10週にわたって1位の座を保持し続けた。これは、今のところ2014年の一年における他のどの楽曲の1位記録よりも長い。また、Hot 100 Airplay においても首位を獲得した。The Hot 100 Airplayにおいては、ラジオでの放送により、最も多かった週に約2億2500万人のオーディエンスを獲得したとして、同チャートにおける歴代第二位の記録になった（歴代1位は、これもファレルが参加した『Blurred Lines』）。
セールスにおいては、2014年の4月にアメリカ国内で400万枚以上の売り上げを記録した。また、発売後の6ヶ月の間に563万枚以上を売り上げ、発売後の6ヶ月で最も売れた楽曲として歴代1位の記録も達成した。2014年の8月までには600万枚を超える売り上げを記録したとされる。
「ハッピー」は、他にもオーストラリア、オーストリア、カナダ、フランス、ドイツ、アイルランド、イタリア、ポーランド、スペイン、など22の国でトップの座を獲得した。
イギリスにおいては、2013年12月1日付の全英シングルチャート にて登場したが、しかし、トップ75のランク外からのスタートであった。結果として同チャートの首位に上り詰めたのは2013年の12月29日付のランキングで、これにより同チャートでの2013年最後の1位獲得曲となった。ファレルにとっては『Get Lucky』,『Blurred Lines』に続くイギリスでの3曲目の1位獲得曲かつ、100万枚以上のセールスとなった。この3曲はいずれも2013年に発表された楽曲で、1年に3つのシングルがミリオンセラーという記録は、イギリスではビートルズ以来の2つめの記録となった。
なお、イギリスの同チャートにおいては、3度にわたって首位への返り咲きを果たす結果となった。これには2014 Brit Award へのファレルの出演も一因と見られ、実際に彼がパフォーマンスした週に首位に返り咲いている。このような首位返り咲きは1957年のガイ・ミッチェル『Singing the Blues』以来、3曲目の記録となった。2014年の9月の内に「ハッピー」はイギリス国内だけで、累計で160万枚のセールスと2500万回の視聴を記録した。これにより、イギリスでは2010年代に発表された曲で最初の3プラチナムレコードを獲得した。

## ミュージックビデオ
「ハッピー」のシングル盤の発売にあわせて、ウェブサイト24hoursofhappy.comにおいて同曲の視覚的な宣伝を兼ねて、ミュージックビデオが公開された。撮影はYoann Lemoine をクリエイティブディレクターに、Jon Beattieによるステディカムで行われた。
このビデオは"世界初の24時間のミュージックビデオ"と称して、約4分ほどの同曲が途切れずにリピートされながら、実際に朝から夜、そして翌朝までの24時間が展開される。内容としては、ロサンゼルス近郊の様々な人の様子によって構成されている。
ファレル自身は24時間全体の内、それぞれの一時間の開始時点に登場する。
ファレル自身がオプラ・ウィンフリーの番組で語ったところによると、当初「ハッピー」はラジオではほとんど流してもらえなかったが、このビデオによって大きな成功を得ることができたと語ると共に、世界中から投稿されたトリビュートビデオ(下記参照)を目にして感涙した。
また、このビデオにはさまざまな有名人が登場しており、例えば、 マジック・ジョンソン、ユライア・フェイバー、セルジオ・メンデス、ジミー・キンメル、OFWGKTA、スティーヴ・カレル（映画『怪盗グルーのミニオン危機一発』でグルーの役を担当）、ジェイミー・フォックス、ミランダ・コスグローヴ（映画『怪盗グルーのミニオン危機一発』でマルゴ役を担当）、ギャヴィン・デグロウ、ジョジョなどが登場する。
このビデオの中には、もともとこの楽曲が提供された映画『怪盗グルーのミニオン危機一発』のキャラクターであるミニオンたちも、24時間全体を通して数度にわたり登場する。その中には、ファレルとミニオンたちが同映画（「ハッピー」が流れるシーン）が上映される映画館の中で一緒に踊るといったものもある（3:00 am）。
なお、視聴者は24時間の内の任意の時点を選ぶことも、360個ある一曲分(約4分)の部分を選択することもできる。この24時間版のミュージックビデオは、2014年4月のBuenos Aires International Festival of Independent Cinema においても上映された。
24時間版とは別に、約4分ほどの一般的な形でのミュージックビデオもあり、これは2013年の11月21日にYouTubeにアップロードされた。
2014年10月現在で4億5000万回以上の視聴がなされた。
「ハッピー」のミュージックビデオは、2014 MTV Video Music Awards において、Best Male Videoと Video of the Year にノミネートされた
。

### トリビュートビデオ
ファレル自身によるビデオの公開後、世界中の様々な場所の人々が「ハッピー」に合わせて踊るトリビュートビデオがYouTube上に大量にあらわれた（これらのビデオの多くは『Pharrell Williams - Happy - We Are from [撮影された場所]』としてアップロードされている）。2014年の5月時点で、1,500以上のトリビュートビデオが制作され、アップロードされている。また、この世界規模での現象に触発されたフランスのカップルにより、これらのトリビュートビデオだけをまとめて、紹介するウェブサイトwearehappyfrom.comが制作された。このサイトによると、2014年10月現在、153カ国から1930本のビデオがアップロードされ、日本でも様々なトリビュートビデオが制作された。
そうしたビデオの中には、例えば2014年の4月にアップロードされた『Happy Yerevan』などがある。これは、アルメニア共和国の首都エレヴァンのアメリカ大使館によるもので、Artyom Abovyanにより監督され、駐アルメニア共和国のアメリカ大使ジョン・A・ヘファーンや、アンドレ、エミー、アラムMP3らの歌手など、アルメニアの著名人が出演している。
2014年5月、イランで『Happy Iranians|tribute to "Happy"』を制作した7人ほどの男女が、イランのテヘランにおいて逮捕された。出演していた女性三人が頭髪を覆う格好をせずに出演したことが問題となったとされる。同国の警察署長 Hossein Sajedinia は国営の放送で、「このビデオは、イランの公共の秩序を傷つける下品な物である」として、「制作に関与した者を特定するべき」と発言した。この一件において、イランの大統領であるハサン・ロウハーニーのツイッターアカウントにおいて、2014年5月21日に逮捕を非難するものととれる発言がなされる。それによれば「"#Happiness is our people's right. We shouldn't be too hard on behaviours caused by joy."(= 幸せは国民の権利であり、我々は幸福によって起こされる行為をあまりに厳しく罰するべきではない)」とした（なお発言自体は2013年6月29日に行われた同氏のスピーチにもとづくもので、アカウント自体を管理しているのは本人ではなく大統領の補佐官とされる）。その後ダンサーとディレクターが釈放された。
2014年9月19日、イランでこのビデオを制作した7人に対して判決が下され、ダンサーとして参加した6人に91回の鞭打ちと6ヶ月の収監、ディレクターに鞭打ちと1年間の収監が宣告されたが、執行猶予が付き、3年の間に新たに罪を犯さない限り、刑罰は行われないこととした。

## 日本における受容
日本でも「ハッピー」を収録したアルバム『ガール』がオリコンのアルバムチャートで最高位3位を記録するヒットとなった。
2014年5月16日の『ミュージックステーション』では、ファレルが出演し同曲をパフォーマンスした。
また、ファレル自身も参加して制作された日本版「ハッピー」のミュージックビデオには日本の様々な著名人が参加し、彼と親交のあるNIGOが監修した。
| 日本版出演者 |
| --- |
| - 井浦新 - VERBAL（m-flo） - オカダ・カズチカ （新日本プロレス） - 氣志團 - 久保田利伸 - 小木"POGGY"基史（ユナイテッドアローズ） - コブクロ - スチャダラパー - DJ LOVE（SEKAI NO OWARI） - DEXPISTOLS - TERIYAKI BOYZ® - NAOTO （EXILE / 三代目J Soul Brothers） - 中邑真輔（新日本プロレス） - BiS - ふなっしー - 槇原敬之 - MATSU（EXILE） - 水原希子 - YOON（AMBUSH®） - 若旦那 など |

なお、このビデオはオリジナル版や多くのトリビュートと違い、室内で撮影されている。
また、その他の多くの地域と同様に、日本の様々な都市においてもトリビュートビデオが制作され、たとえば、東京の原宿や沖縄などのバージョンを見つけることができる。
その他、地方の広告する目的で制作されたものもあるが、神奈川県が制作したビデオ（県知事である黒岩祐治も出演した）は著作権料の問題で原曲の使用を断念しジャズ曲に差し替えられている。
日本テレビ系『ザ!世界仰天ニュース』の2014年4月2日～8月末のエンディングテーマや静岡朝日テレビで2015年4月から2019年9月まで放送されていた『サタハピ しずおか』のオープニングテーマのほかにも、2016年9月にフルモデルチェンジを実施したHonda「フリード」の、2023年10月からはアサヒビール「スーパードライ ドライクリスタル」のCMソングにも使用された。

## クレジット
レコーディング
- 録音 - Circle House Studios, フロリダ州, マイアミ
- ミックス - Music Box Studios, ジョージア州, アトランタ

パーソネル
- ファレル・ウィリアムス - リード・ボーカル、キーボード、ドラム、作曲、プロデュース
- レア・ダメット - バッキング・ボーカル
- トレイボン・ヘンダー - バッキング・ボーカル
- アシュリー・L・リー - バッキング・ボーカル
- シャミカ・ハイタワー - バッキング・ボーカル
- ジャスミン・マレー - バッキング・ボーカル
- テレンス・ロレ - バッキング・ボーカル
- マイク・ラーソン - レコーディング、デジタル編集、アレンジ
- マシュー・デスラモー - 録音アシスタント
- アンドリュー・コールマン - デジタル編集、アレンジ
- レスリー・ブラスウェイト - ミキサー
- アミール・ウィンダム - A&R
- ルーベン・コーエン - マスタリング

## チャート順位
| チャート（2013年 - 2014年）              | 最高位 |
| ---------------------------------------- | ------ |
| オーストラリア (ARIA)                    | 1      |
| オーストリア (Ö3 Austria Top 40)         | 1      |
| ベルギー (Ultratop 50 Flanders)          | 1      |
| ベルギー (Ultratop 50 Wallonia)          | 1      |
| ベルギー (Ultratop Flanders Urban)       | 1      |
| ブラジル (Billboard Brasil Hot 100)      | 17     |
| ブルガリア (IFPI)                        | 1      |
| カナダ (Canadian Hot 100)                | 1      |
| クロアチア (Airplay Radio Chart)         | 1      |
| チェコ (Rádio Top 100)                   | 1      |
| デンマーク (Tracklisten)                 | 1      |
| ドミニカ共和国 (Monitor Latino)          | 11     |
| Euro Digital Songs (Billboard)           | 1      |
| フィンランド (Suomen virallinen lista)   | 7      |
| フランス (SNEP)                          | 1      |
| Greece Digital Songs (Billboard)         | 1      |
| ハンガリー (Dance Top 40)                | 4      |
| ハンガリー (Rádiós Top 40)               | 1      |
| ハンガリー (Single Top 40)               | 1      |
| アイルランド (IRMA)                      | 1      |
| イタリア (FIMI)                          | 1      |
| 日本 (Japan Hot 100)                     | 5      |
| レバノン (The Official Lebanese Top 20)  | 1      |
| Luxembourg Digital Songs (Billboard)     | 1      |
| Mexico Ingles Airplay (Billboard)        | 1      |
| オランダ (Dutch Top 40)                  | 1      |
| オランダ (Single Top 100)                | 1      |
| ニュージーランド (Recorded Music NZ)     | 1      |
| ノルウェー (VG-lista)                    | 1      |
| Portugal Digital Songs (Billboard)       | 1      |
| ルーマニア (Media Forest)                | 1      |
| スコットランド (Official Charts Company) | 2      |
| 南アフリカ (EMA)                         | 1      |
| 韓国 (Gaon)                              | 5      |
| スロバキア (Rádio Top 100)               | 1      |
| スペイン (PROMUSICAE)                    | 1      |
| スウェーデン (Sverigetopplistan)         | 3      |
| スイス (Schweizer Hitparade)             | 1      |
| UK シングルス (OCC)                      | 1      |
| US Adult Contemporary (Billboard)        | 1      |
| US Adult Top 40 (Billboard)              | 1      |
| US Billboard Hot 100                     | 1      |
| US Dance/Mix Show Airplay (Billboard)    | 11     |
| US Dance Club Songs (Billboard)          | 14     |
| US Hot R&B/Hip-Hop Songs (Billboard)     | 1      |
| US Pop Airplay (Billboard)               | 1      |
| Venezuela Pop Rock (Record Report)       | 1      |

| チャート（2013年）                   | 最高位 |
| ------------------------------------ | ------ |
| オーストラリア (ARIA)                | 92     |
| オランダ (Dutch Top 40)              | 9      |
| オランダ (Single Top 100)            | 5      |
| UK Singles (Official Charts Company) | 85     |

| チャート                        | 順位 |
| ------------------------------- | ---- |
| オーストラリア (ARIA)           | 5    |
| ベルギー (Ultratop 50 Flanders) | 13   |
| ベルギー (Ultratop 50 Wallonia) | 8    |
| フランス (SNEP)                 | 72   |
| オランダ (Dutch Top 40)         | 1    |
| オランダ (Single Top 100)       | 4    |
| ニュージーランド (RIANZ)        | 7    |

| 国/地域                                             | 認定        | 認定/売上数 |
| --------------------------------------------------- | ----------- | ----------- |
| オーストラリア (ARIA)                               | 8× Platinum | 560,000^    |
| オーストリア (IFPI Austria)                         | Gold        | 15,000*     |
| ベルギー (BEA)                                      | 2× Platinum | 60,000*     |
| カナダ (Music Canada)                               | 6× Platinum | 480,000*    |
| デンマーク (IFPI Danmark)                           | Platinum    | 30,000^     |
| France                                              |             | 335,000     |
| ドイツ (BVMI)                                       | 5× Gold     | 0^          |
| イタリア (FIMI)                                     | 4× Platinum | 120,000     |
| メキシコ (AMPROFON)                                 | 2× Platinum | 120,000*    |
| ニュージーランド (RMNZ)                             | 5× Platinum | 75,000*     |
| ノルウェー (IFPI Norway)                            | 3× Platinum | 30,000*     |
| スペイン (PROMUSICAE)                               | Platinum    | 40,000*     |
| スウェーデン (GLF)                                  | 4× Platinum | 160,000     |
| スイス (IFPI Switzerland)                           | 3× Platinum | 90,000^     |
| イギリス (BPI)                                      | 3× Platinum | 1,650,000   |
| アメリカ合衆国 (RIAA)                               | 6× Platinum | 6,064,449   |
| ストリーミング                                      |             |             |
| デンマーク (IFPI Danmark)                           | 4× Platinum | 10,400,000^ |
| スペイン (PROMUSICAE)                               | 2× Platinum | 16,000,000* |
| * 認定のみに基づく売上数 ^ 認定のみに基づく出荷枚数 |             |             |

## 発売日
| 地域             | 日付           | 形式                             | レーベル         |
| ---------------- | -------------- | -------------------------------- | ---------------- |
| 全世界           | 2013年5月22日  | ストリーミング                   |                  |
| オーストラリア   | 2013年11月21日 | 音楽配信                         | Back Lot Music   |
| オーストリア     | 2013年11月21日 | 音楽配信                         | Back Lot Music   |
| ベルギー         | 2013年11月21日 | 音楽配信                         | Back Lot Music   |
| カナダ           | 2013年11月21日 | 音楽配信                         | Back Lot Music   |
| デンマーク       | 2013年11月21日 | 音楽配信                         | Back Lot Music   |
| フィンランド     | 2013年11月21日 | 音楽配信                         | Back Lot Music   |
| フランス         | 2013年11月21日 | 音楽配信                         | Back Lot Music   |
| ドイツ           | 2013年11月21日 | 音楽配信                         | Back Lot Music   |
| ギリシャ         | 2013年11月21日 | 音楽配信                         | Back Lot Music   |
| イタリア         | 2013年11月21日 | 音楽配信                         | Back Lot Music   |
| 日本             | 2013年11月21日 | 音楽配信                         | Back Lot Music   |
| 南米             | 2013年11月21日 | 音楽配信                         | Back Lot Music   |
| オランダ         | 2013年11月21日 | 音楽配信                         | Back Lot Music   |
| ニュージーランド | 2013年11月21日 | 音楽配信                         | Back Lot Music   |
| ノルウェー       | 2013年11月21日 | 音楽配信                         | Back Lot Music   |
| スペイン         | 2013年11月21日 | 音楽配信                         | Back Lot Music   |
| スウェーデン     | 2013年11月21日 | 音楽配信                         | Back Lot Music   |
| イギリス         | 2013年11月21日 | 音楽配信                         | Back Lot Music   |
| アメリカ合衆国   | 2013年11月21日 | 音楽配信                         | Back Lot Music   |
| アメリカ合衆国   | 2014年1月13日  | アダルト・コンテンポラリー       | Columbia Records |
| アメリカ合衆国   | 2014年1月21日  | コンテンポラリー・ヒット・ラジオ | Columbia Records |

## 収録曲
1. Happy（from Despicable Me 2）
2. Happy（from Despicable Me 2）- Instrumental